# Коррупция в Таджикистане
Коррупция в Таджикистане — широко распространенное явление. Ситуация в основном аналогична ситуации в других бывших советских республиках Средней Азии. Однако получить достоверные сведения о коррупции бывает сложно, равно как и получить достоверную информацию об эффективности борьбы с коррупцией.
Коррупция, согласно статье 2015 года в The Diplomat, присутствует во всех аспектах жизни таджикского общества. Статья приводит примеры взяток, которые учащиеся платят за хорошие оценки, взятки судьям, взятки пограничникам и т. д. Freedom House заявила почти то же самое в 2016 году, назвав коррупцию проблемой, затрагивающей все сферы жизни таджикского общества.
Согласно Transparency International, граждане Таджикистана считают Правительство и государственные службы наиболее коррумпированными учреждениями. Милиция, таможня и налоговые органы возглавляют список, за ними следуют администрации учебных заведений и больниц. В социологическом опросе 2010 года жители Таджикистана заявили, что чаще всего они сталкиваются со взяточничеством при общении с ГАИ (53,6 %), во время сделок по покупке земли (53,3 %) и при поступлении в учебные заведения (45,4 %). Почти две трети считают, что уровень коррупции в стране высок и вряд ли изменится в ближайшее время; около половины считают, что большинство чиновников берут взятки; и около половины относились к коррупции негативно.

## Предыстория
Таджикистан, получивший независимость в 1991 году, стал одним из наименее развитых и бедных государств в Центральной Азии, где половина населения живет менее чем на 2 доллара США в день. Следующие за распадом Советского Союза гражданская война (1992—1997 гг.) серьезно ударила по благосостоянию жителей страны. Не имея выхода к морю и обладая ограниченными природными ресурсами, экономика Таджикистана остается уязвимой и зависит от денежных переводов таджиков, многие из которых эмигрировали в Россию или Казахстан. Организованная преступность, незаконный оборот наркотиков, религиозный экстремизм и наркомания являются серьезными проблемами для этой страны.

## Масштабы коррупции
Индекс восприятия коррупции Transparency International оценивает 180 стран в соответствии с восприятием коррупции в государственном секторе, а затем ранжирует эти страны по баллам. В 2021 году Таджикистан получил 25 баллов и 150 место в рейтинге Среди соседей Таджикистана оказался Китай с 45 баллами, Узбекистан 28, Кыргызстан 27, и Афганистан 16.

### Социологические исследования
В опросе 2010 года, проведенной Программой развития ООН, почти 80 % жителей заявили, что их страна коррумпирована. В 2011 г. Центром стратегических исследований при Президенте Республике Таджикистан и Программой развития ООН в Таджикистане было проведено исследование «Коррупция в Республике Таджикистан. Общественное мнение»2, результаты которого показали, что с 2007 по 2011 г. уровень коррупции в государстве вырос на 14,2 % и составил 46,1 %. К пятерке лидеров по коррумпированности, согласно указанному опросу, были отнесены правоохранительные органы (милиция, налоговая служба, таможенная служба) — 15,5 %, высшие учебные заведения −10.7 %, администрация и сотрудники больниц и поликлиник −8.4 %, администрация города, района, поселка и кишлаков — 6,5 %, Правительство РТ (кабинет министров) — 4,7 %, высшие суды — 4,7 %, нижестоящие суды — 3,8 %, Маджлиси Оли, Маджлиси намояндагон — 3,3 %. Респонденты выделяют в качестве самой главной причины масштабности коррупции «низкую заработную плату чиновников» — 65,8 %. При этом около 1/3 опрошенных отмечает, что причины коррупции связаны с проблемой бюрократии, обилием инструкций, разрешений, проверок, ревизий, дающих чиновнику полный простор для произвола, шантажа, вымогательства взятки.

## Коррупция в органах власти

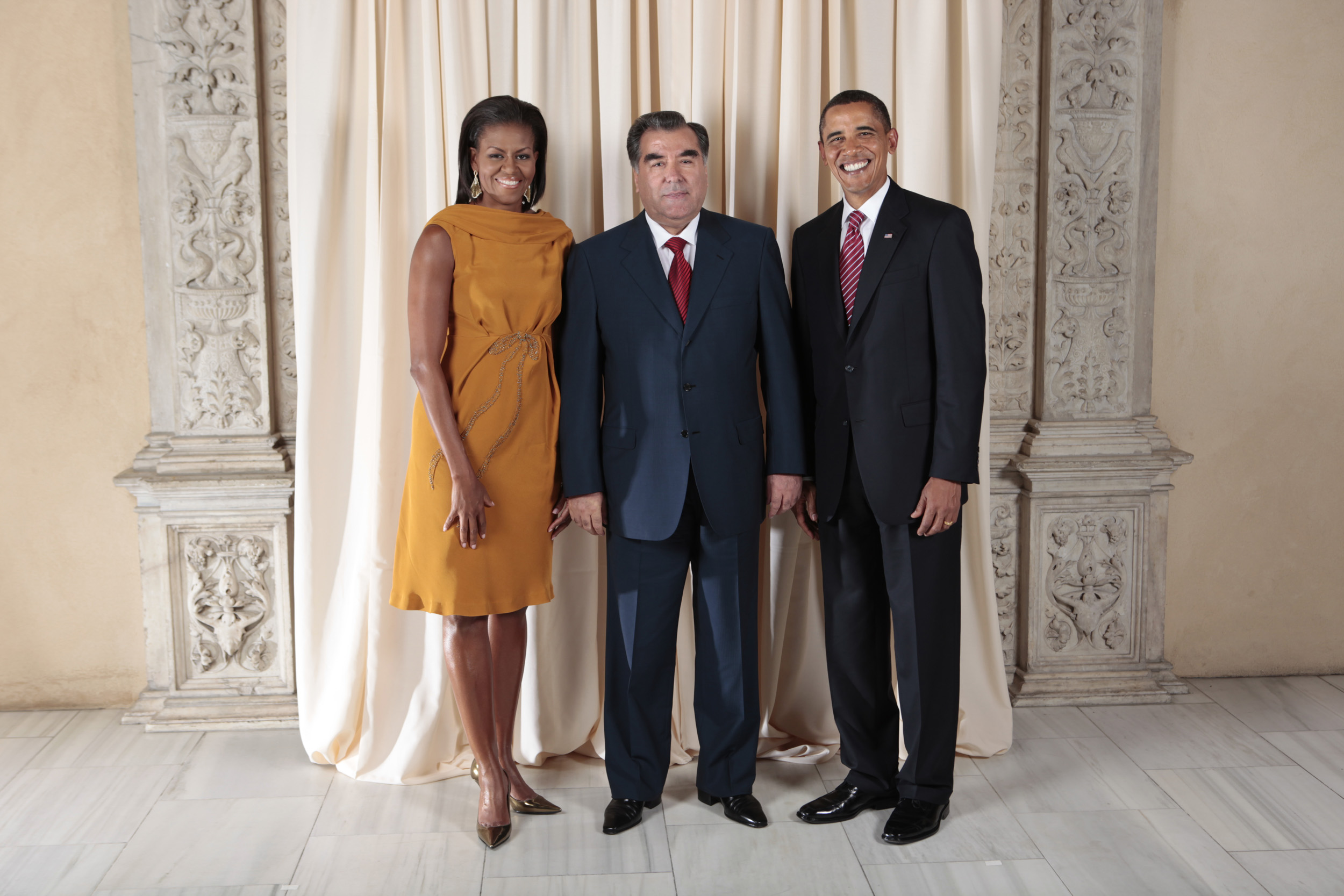
Президент Эмомали Рахмон с президентом Бараком Обамой и супругой Мишель Обама

Freedom House назвал многопартийную структуру Таджикистана «демократическим фасадом». Некоторые государственные служащие были вынуждены покупать акции Рогунской ГЭС, чтобы сохранить свои рабочие места. Коррупция, некомпетентность и нехватка государственных ресурсов и объектов делают государственное управление крайне неэффективным, а взяточничество — обычным явлением. Фермеры и предприниматели в особенности страдают от коррупции чиновников, с которыми им приходится регулярно иметь дело.
В просочившихся в 2010 году дипломатических депешах США отмечается, что члены семьи и ближайшее окружение Эмомали Рахмона, президента Таджикистана, рассматриваются как самые коррумпированные люди в стране. Примером кумовства и покровительства на самом высшем уровне является сын Рахмона Рустам Эмомали, который в довольно молодом возрасте уже был депутатом городского совета Душанбе, главой Федерации футбола Таджикистана, владельцем футбольного клуба, главой Таможенной службы и даже главой антикоррупционного агентства страны. В январе 2017 года Рустам Эмомали назначен мэром Душанбе. Некоторые аналитики рассматривают это назначение как очередной шаг к вершинам власти. Похожим образом президент Таджикистана назначил свою дочь Озоду Эмомали заместителем министра иностранных дел в 2009 году, а пять лет спустя назначил ее первым заместителем министра. Ее муж, Джамолиддин Нуралиев, стал первым заместителем министра финансов в 2008 г. и заместителем председателя Национального банка в 2015 г.
Кроме того, в докладе отмечается, что детали расходования государственных бюджетов не доводятся до сведения общественности. Государственные чиновники и высокопоставленные служащие по закону обязаны раскрывать информацию о своих активах, но их декларации никогда не проверяются.
Сообщается, что таджикские чиновники вывели миллиарды долларов из государственных банков и предприятий на офшорные счета. По данным МВФ, на таких счетах оказалось около 3,5 млрд долларов, что составляет более трети годового ВВП страны. Государственный алюминиевый завод «Талко» принадлежит компаниям с Британских Виргинских островов. Его доходы использовались чиновниками в качестве подменного фонда.

## Борьба с коррупцией
Национальное законодательство, регламентирующее вопросы противодействия коррупции в Республике Таджикистан, представлено следующими нормативными правовыми актами и официальными документами: О борьбе с коррупцией: Закон РТ от 25 июля 2005 г. № 100 (в ред. Закона РТ № 1440 от 30 мая 2017 г.); Стратегия по противодействию коррупции в Республике Таджикистан на 2013—2020 гг.: утверждена Указом Президента РТ от 30 августа 2013 г. В соответствии со ст. 14 Закона РТ «О борьбе с коррупцией» преступлениями коррупционного характера признаются деяния, предусмотренные особенной частью УК РТ, которые совершены лицами, уполномоченными на выполнение государственных функций, и приравненными к ним лицами из корыстной или иной личной заинтересованности и с использованием служебного положения или связаны с противозаконным предоставлением им материальных и нематериальных благ, преимуществ и иных льгот.